# Mega Man Zero 3
Mega Man Zero 3 (Rockman Zero 3 (ロックマンゼロ3) au Japon) est un jeu d'action-plates-formes développé par Inti Creates et édité par Capcom en 2004 sur Game Boy Advance. Il fait partie de la franchise Mega Man et est le troisième de la série dérivée Mega Man Zero. Il est réédité dans la compilation Mega Man Zero Collection sur Nintendo DS en 2010 et sur la console virtuelle de la Wii U en 2015,,,,,,.

## Trame
Deux mois après les événements se déroulant dans le premier volet Mega Man Zero 2, Ciel réussit a concevoir une source d'énergie appelée Ciel's Energie. Ciel, accompagnée de deux soldats de la résistance et de Zero, décide de se rendre à Neo Arcadia pour signer une trêve.
Un des soldats remarqua une immense épée, laissant donc penser que des ennemis se cacheraient dans la ville. Zero part donc vérifier si cette zone est sûre. Lors de sa visite, il rencontre Omega, puissant robot construit par Dr Weil il y a 100 ans. Zero devra donc éliminer les forces néo-arcadiennes et Omega pour rétablir la paix. X aidera Zero au long du jeu.